# Platygyra daedalea
Platygyra daedalea es una especie colonial de coral pétreo de la familia Merulinidae. Frecuenta en arrecifes en aguas poco profundas en la región del Indo-Pacífico. Es una especie común y la Unión Internacional para la Conservación de la Naturaleza ha evaluado su estado de conservación como de "menor preocupación".

## Descripción
Platygyra daedalea por lo general forma cúpulas masivas o colonias en forma de roca que pueden tener un metro o más de diámetro; sin embargo, a veces forma placas aplanadas o puede ser incrustante. Los pólipos están situados en valles serpenteantes con paredes bajas entre ellos que a menudo están perforadas. Los tabiques son dentados y protuberantes, generalmente con puntas irregulares o puntiagudas. Hay una cresta obvia, la columela, en el centro del valle. El color varía y puede haber valles y crestas contrastantes. Este coral se puede distinguir de Platygyra lamellina similar, pero menos común, por el hecho de que los valles son más anchos y las paredes entre ellos tienen lados más verticales y tienen partes superiores más planas.

## Distribución y hábitat
Platygyra daedalea es una especie común con una amplia distribución en la región del Indo-Pacífico. Su área de distribución se extiende desde Madagascar, la costa este de África, el mar Rojo y el golfo de Adén, hasta Australia, Indonesia, Japón y el Mar de China Meridional. Está presente en varios ambientes arrecifales, particularmente en las laderas traseras del arrecife, desde rocas submareales hasta unos 30 metros. Es particularmente común en el Golfo de Tailandia y en el mar de China Meridional.

## Ecología

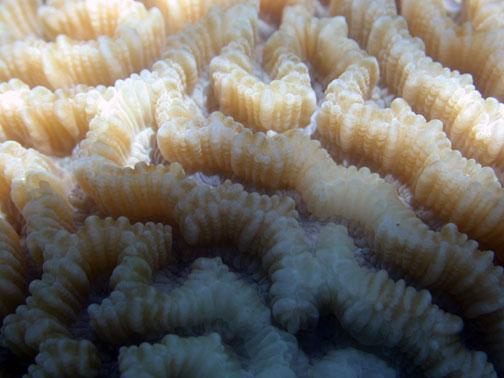
P. daedalea con pólipos expandidos

Los pólipos de P. daedalea se expanden por la noche para atrapar partículas planctónicas que flotan. Sin embargo, este coral obtiene la mayor parte de su alimento de los dinoflagelados conocidos como zooxanthellae que alberga dentro de sus tejidos. Estos proporcionan carbono orgánico y nitrógeno, los productos de la fotosíntesis, a su anfitrión. Para beneficiarse de este arreglo simbiótico, P. daedalea necesita crecer en ambientes poco profundos e iluminados por el sol.
Platygyra daedalea es un coral agresivo y busca evitar que los competidores lo eclipsen. Los investigadores colocaron pequeñas colonias de esta especie junto a colonias de tamaño similar de la menos agresiva Favites complanata. Algunos de los tentáculos de P. daedalea se convirtieron en tentáculos de barrido que luego infligieron daños en los tejidos blandos de la F. complanata contigua. Estos tentáculos barredores tenían hasta 90 milímietros de longitud, unas quince veces más largos que un tentáculo normal, y bien armado con cnidocitos. El daño a los tejidos blandos era extenso, el esqueleto estaba desnudo en algunos lugares y en él crecían esponjas, algas y otros organismos incrustantes. Tres de los diez corales que fueron atacados finalmente murieron.

## Galería de imágenes

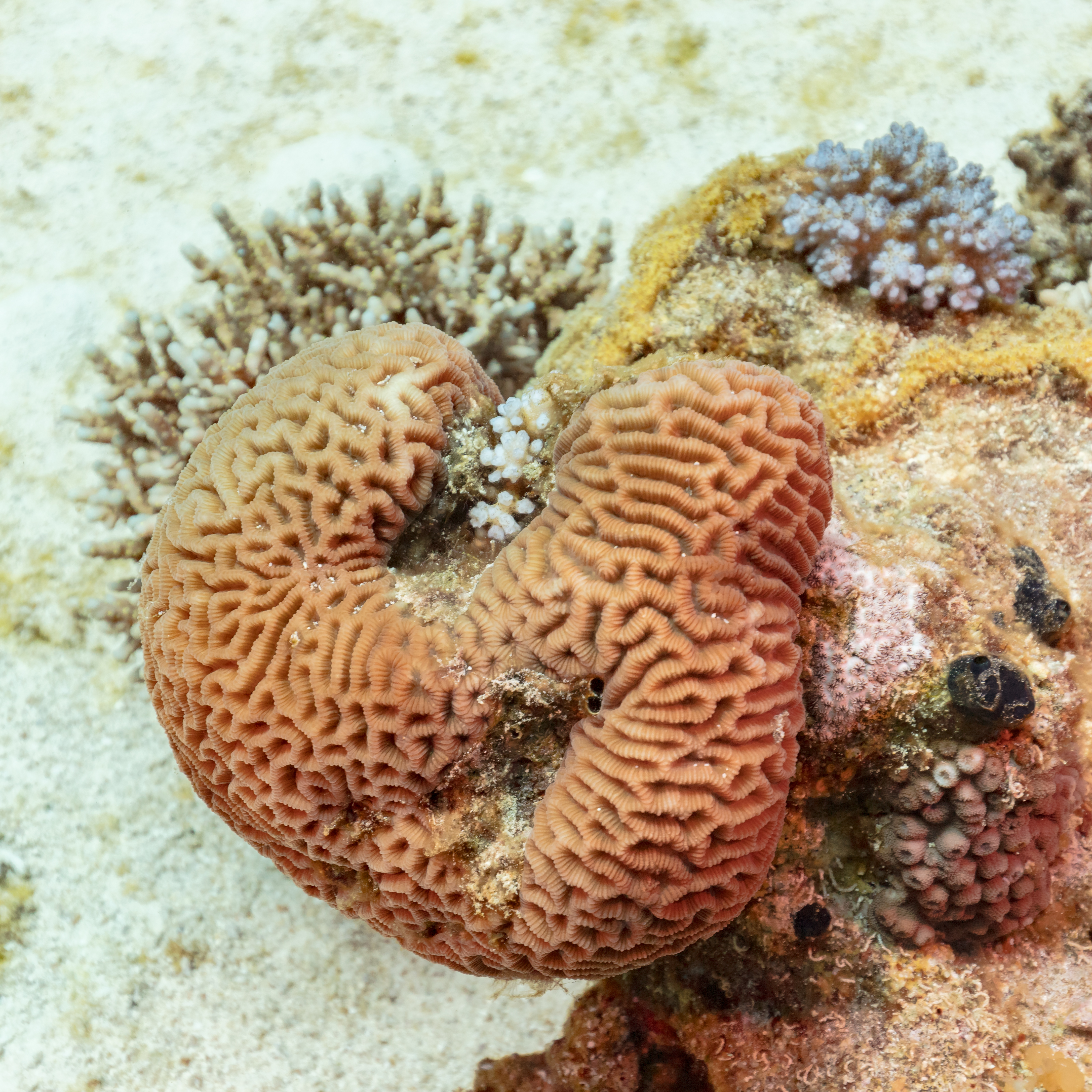
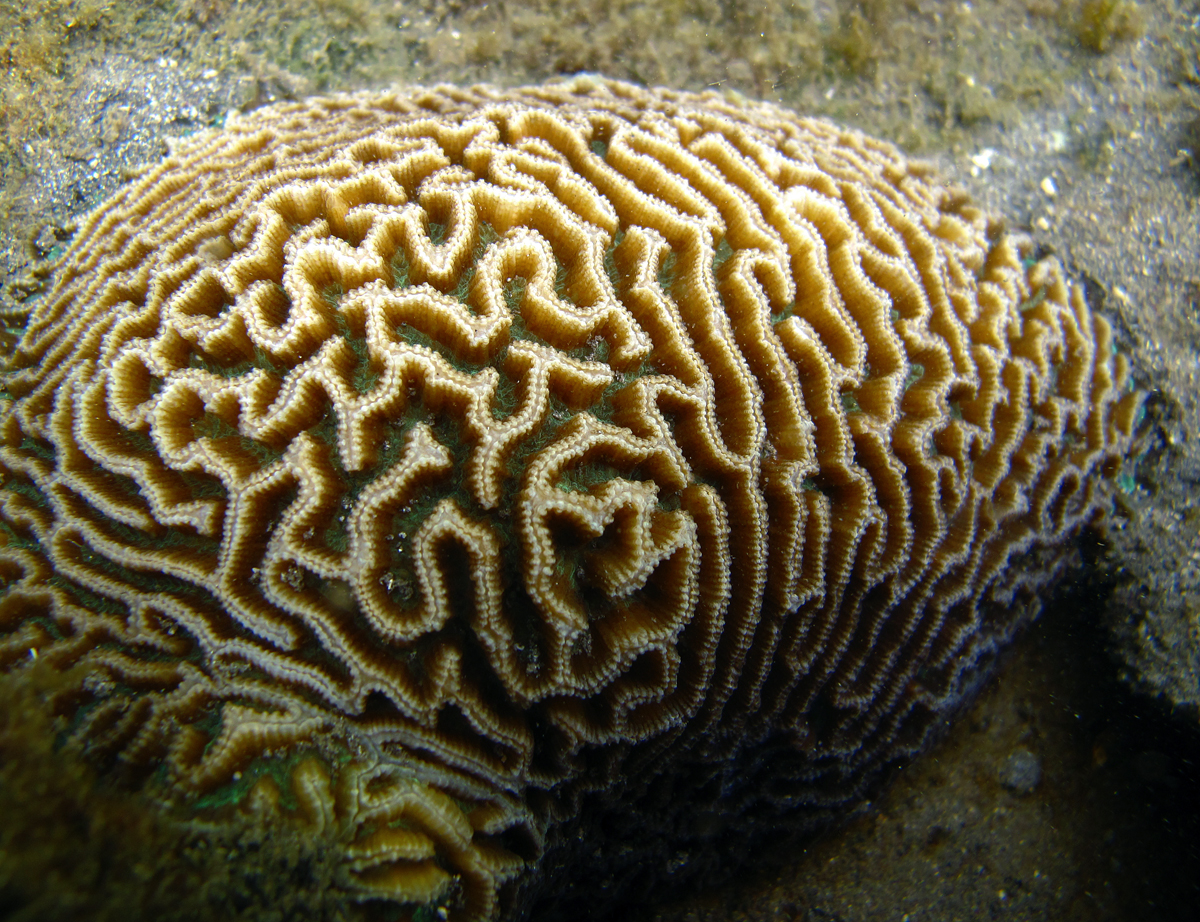
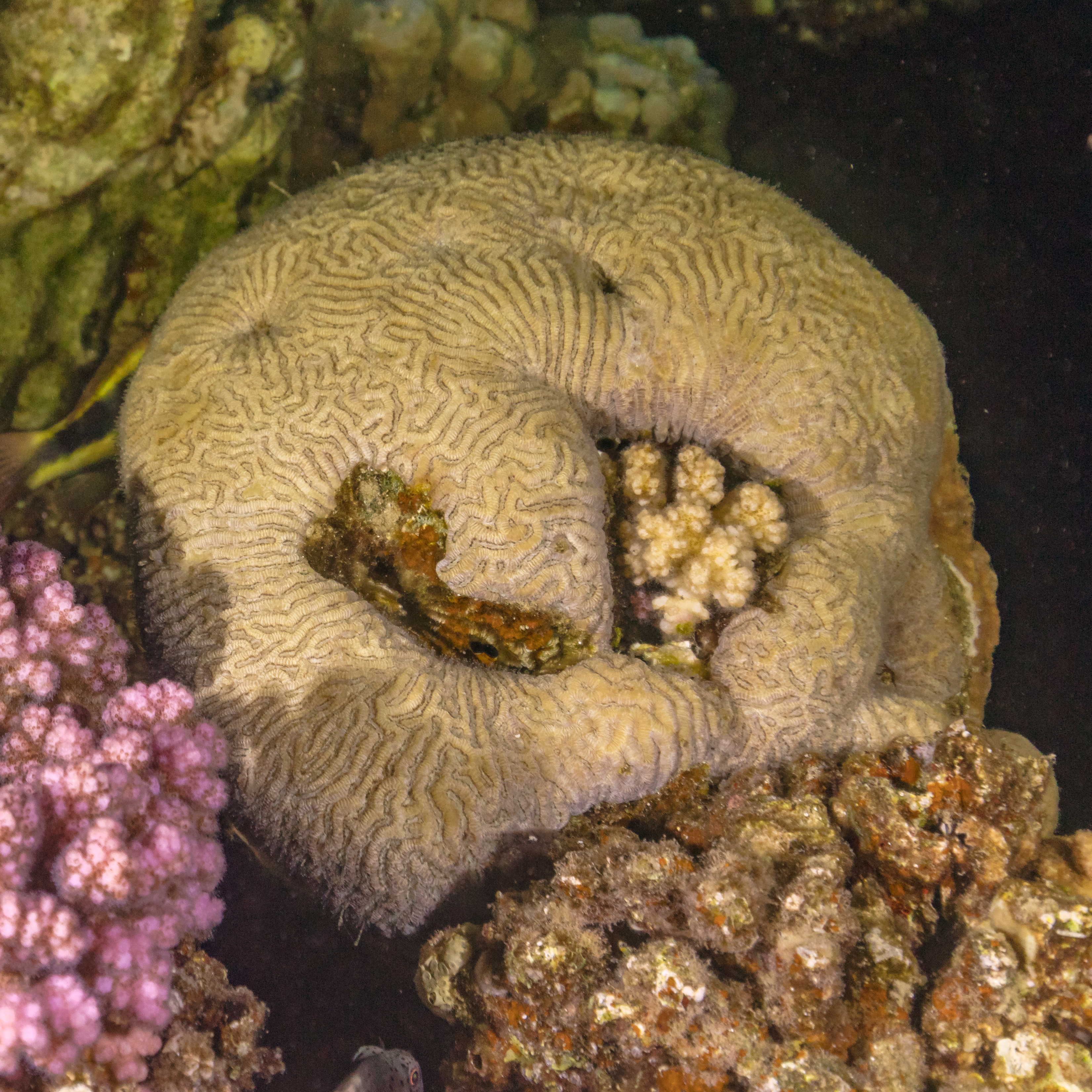
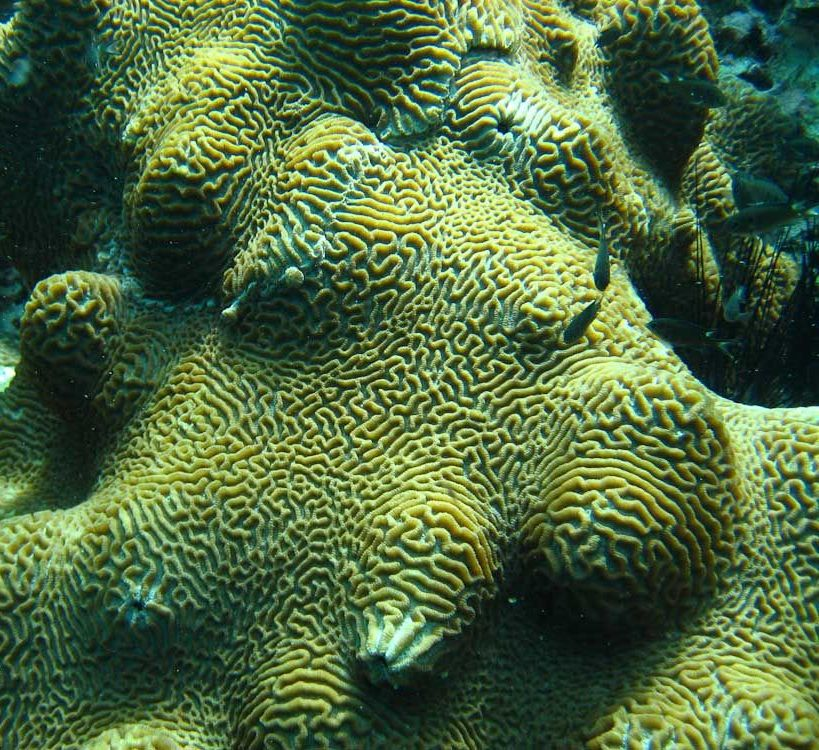
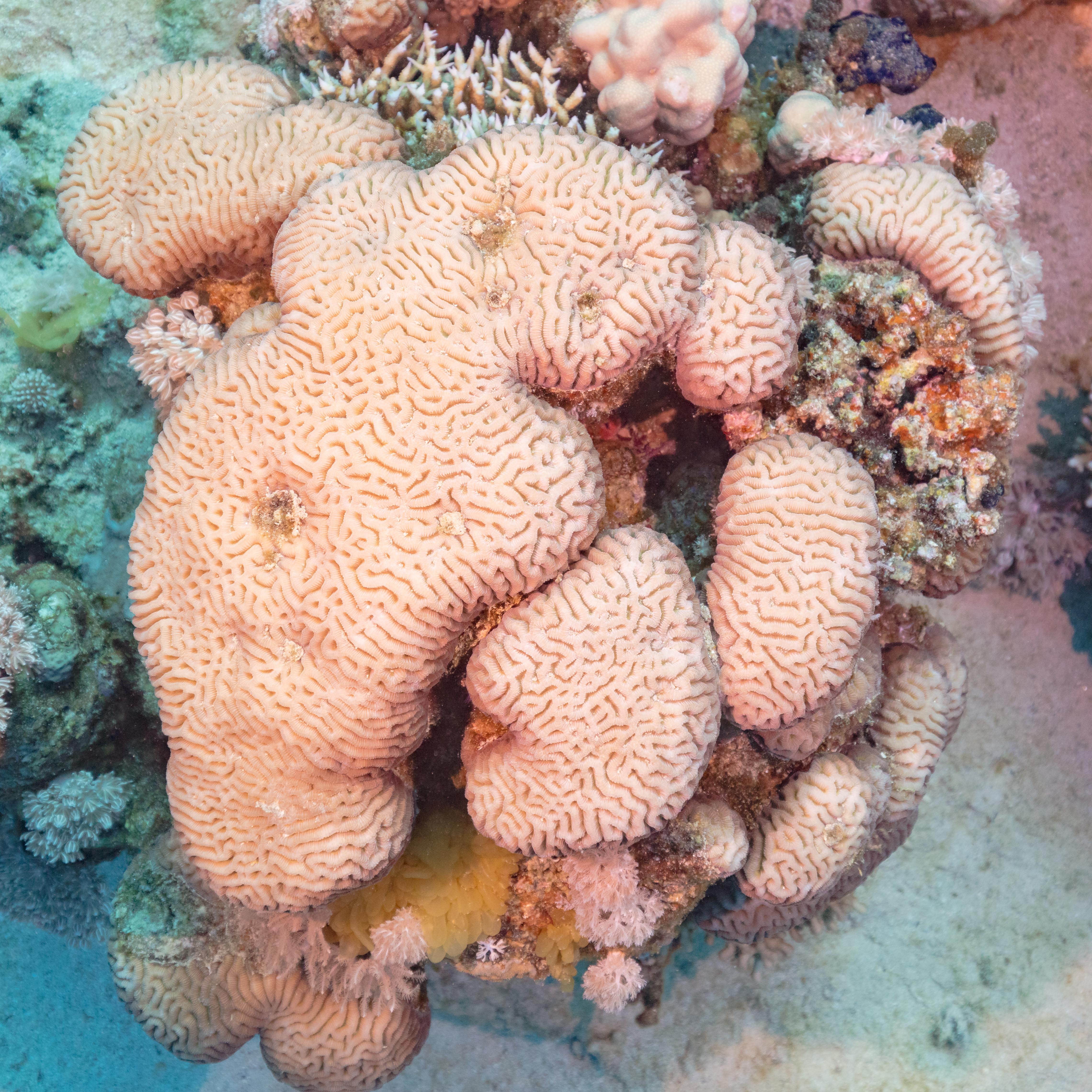